# Hideo Shinojima
Hideo Shinojima (篠島 秀雄, Shinojima Hideo, né le 21 janvier 1910 à Préfecture de Tochigi au Japon et décédé le 11 février 1975) est un footballeur japonais.